# Mai 1862

## Événements

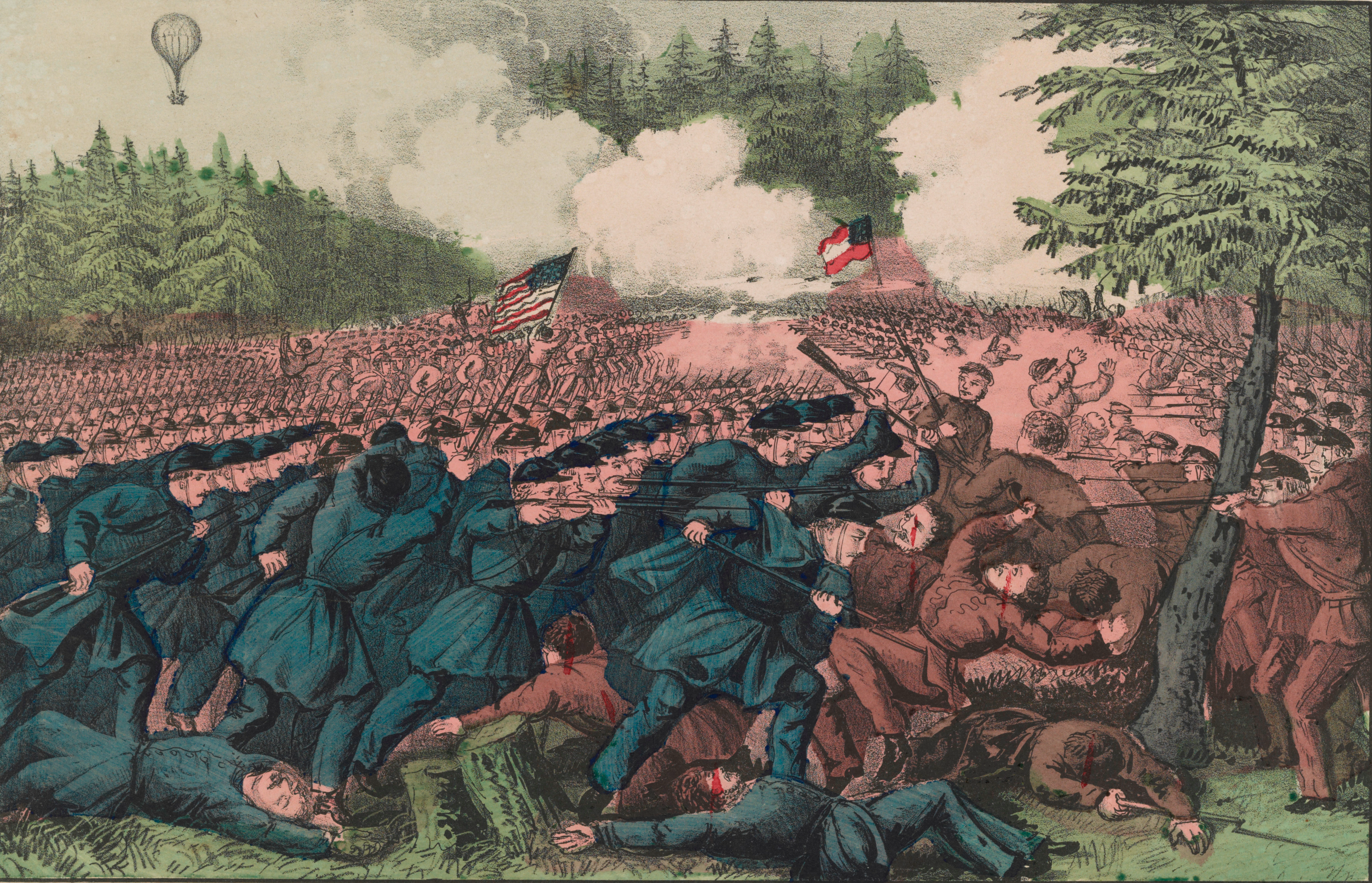
31 mai- : bataille de Fair Oaks

- Mai : incendies à Saint-Pétersbourg. Le pouvoir russe en profite pour dénoncer les agissements nihilistes. Nombreuses arrestations (Pisarev, Tchernychevski). La société Zemlia i Volia est démantelée (dissoute en 1864).

- 5 mai : première bataille de Puebla, les Français sont mis en échec par le général mexicain Zaragoza.

- 15 - 16 mai : les deux souverains (Amadou Amadou et Ségou) sont vaincus et le royaume Peul du Macina est annexé à l’empire de El Hadj Omar.
  - Un chef Peul rescapé, Ba Lobbo soulève son peuple et assiège Hamdallaye, la capitale. El Hadj Omar mourra lors de sa fuite dans le pays Dogon (falaise de Bandiagara) par l’explosion dans une grotte de sa réserve de poudre (12 février 1864). L’empire créé par El Hadj Omar perdurera cependant sous la direction de son neveu Tidjani dans le Nord et de son fils Ahmadou Tall (1864-1895) à Ségou, jusqu’à l’occupation française en 1893.

- 19 mai : le pavillon français est hissé sur le territoire d'Obock.

- 20 mai : aux États-Unis, loi Homestead Act qui concède gratuitement 160 acres (647 000 m²) à tout fermier les ayant cultivées au moins cinq ans.

## Naissances
- 29 mai : Arvid Claes Johanson, peintre suédois.

## Décès
- 6 mai : Henry David Thoreau, essayiste, mémorialiste et poète américain.